# Єнац
Єнац (нім. Jenaz) — громада  в Швейцарії в кантоні Граубюнден, регіон Преттігау/Давос.

## Географія
Громада розташована на відстані близько 175 км на схід від Берна, 16 км на північний схід від Кура.
Єнац має площу 25,9 км², з яких на 3% дозволяється будівництво (житлове та будівництво доріг), 44,7% використовуються в сільськогосподарських цілях, 40,3% зайнято лісами, 12% не є продуктивними (річки, льодовики або гори).

## Демографія
2019 року в громаді мешкало 1151 особа (+0,3% порівняно з 2010 роком), іноземців було 8,4%. Густота населення становила 44 осіб/км².
За віковим діапазоном населення розподілялося таким чином: 19,4% — особи молодші 20 років, 56,7% — особи у віці 20—64 років, 23,9% — особи у віці 65 років та старші. Було 505 помешкань (у середньому 2,2 особи в помешканні).
Із загальної кількості 387 працюючих 64 було зайнятих в первинному секторі, 157 — в обробній промисловості, 166 — в галузі послуг.